# Liste de composés explosifs
Voici une liste de composés explosifs.

## Composés

### A
- Acide picrique
- Azoture de plomb
- Ammonal
- Azoture d'argent

### C
- CL-20 ou hexanitrohexaazaisowurtzitane (HNIW)

### F
- Fulminate de mercure

### H
- HMX
- Heptanitrocubane

### N
- Nitrocellulose
- Nitroglycérine
- Nitrostarch ou explosif H

### O
- Octanitrocubane

### P
- Peroxyde d'acétone ou TATP
- PETN, composant du Semtex
- Phosphore blanc
- Peroxyde de dimanganese

### R
- RDX, composant du C-4 et du Semtex

### S
- Styphnate de plomb

### T
- Tétrazène
- Trinitrotoluène ou TNT
- Triiodure d'azote
- Tétraazidométhane

### 0-1-2…
- 2,4,6-Tris(trinitrométhyl)-1,3,5-triazine (en)

## Comburants

### C
- Chlorate

### N
- Nitrate

### P
- Perchlorate
- Peroxyde

### T
- Trifluorure de chlore

## Galerie

La nitroglycérine, explosif qui tua Emil Nobel, le jeune frère d'Alfred Nobel.
L'octanitrocubane, l'un des composés les plus puissants.
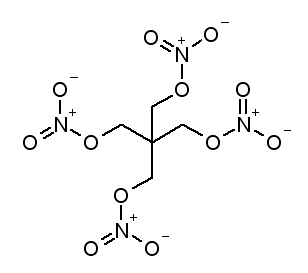
Le PETN, composant du Semtex.
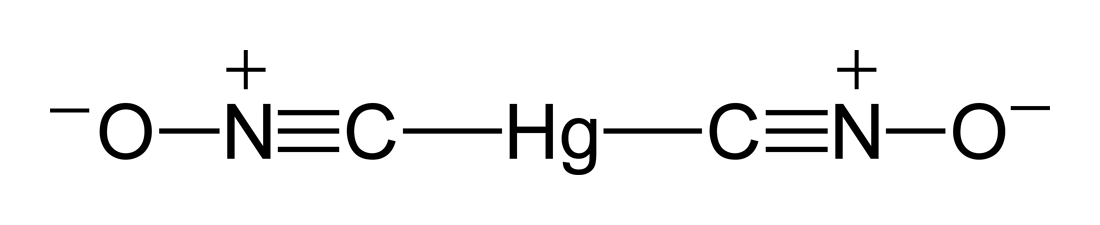
Le fulminate de mercure, explosif servant de détonateur.
L'acide picrique.
Le tétrazène.